# 紫金镇
紫金镇，是中华人民共和国湖北省襄阳市谷城县下辖的一个乡镇级行政单位。

## 行政区划
紫金镇下辖以下地区：
紫金街社区、垭子口村、中股岭村、花园村、将军坪村、吊楼村、孙家沟村、青湾村、沈垭村、干溪沟村、观音堂村、北峪沟村、涨潮铺村、铜锣观村、洪峪村、倒沟村、夫妇峪村、柳树坪村、浙峪村、官坊村、桃花沟村、锡峰河村、水田坪村、油坊坪村、蒋家坡村、玛瑙观村和孔溪沟村。